# ハンガリーグランプリ (ロードレース)
ハンガリーグランプリ（マヤールナイディ、magyar nagydíj）は、ロードレース世界選手権の一戦として開催されたハンガリーのオートバイレースイベントである。

## 概要
1990年と1992年の2回、ハンガロリンクで開催された。その後も開催復帰が囁かれており、2009年、新しく建設されるバラトンリンクでの開催がカレンダーに加えられていたが、サーキット建設の遅れによりキャンセルされた。2010年も当初のカレンダーでは第14戦に組み込まれていたが、サーキットの完成が間に合わないことから2年連続でキャンセル、リザーブに指定されていたスペインのモーターランド・アラゴンでアラゴングランプリが代替開催されることになった。
2019年に、ドルナは2022年から本グランプリを復活させる覚書を結んだと公表したが、その翌年に開催を目指しており、新設のサーキットで行われる予定であることを発表した。2023年5月にバラトン・パーク・サーキットが完成した。
2025年のカレンダーに第14戦のレースとして組み込まれ、サマーブレイクに開催されることが発表した。

## ハンガリーGPの歴代優勝者
| 年   | サーキット     | 125cc                                    | 250cc                          | 500cc                        |
| ---- | -------------- | ---------------------------------------- | ------------------------------ | ---------------------------- |
| 1990 | ハンガロリンク | ロリス・カピロッシ（ホンダ）             | ジョン・コシンスキー（ヤマハ） | ミック・ドゥーハン（ホンダ） |
| 1992 | ハンガロリンク | アレッサンドロ・グラミーニ（アプリリア） | ルカ・カダローラ（ホンダ）     | エディ・ローソン（カジバ）   |